# Ulrich Weber (Rechtswissenschaftler)
Ulrich Weber (* 18. September 1934 in Bad Cannstatt; † 23. Dezember 2013) war ein deutscher Rechtswissenschaftler sowie Redakteur und seit 1976 Mitherausgeber der Juristenzeitung.

## Leben und Wirken
Ulrich Weber, einziger Sohn des Architekten Karl Weber und dessen Ehefrau Paula geborene Widmauer, war ein Schüler von Jürgen Baumann. Er wurde 1962 mit der Arbeit Die Anwendung der Vorschriften über Rechte an Grundstücken auf die Vormerkung an der Universität Tübingen zum Dr. jur. promoviert, 1975 folgte dort auch die Habilitation mit der Arbeit Der strafrechtliche Schutz des Urheberrechts. Unter Berücksichtigung der bestehenden zivilrechtlichen Schutzmöglichkeiten. Er nahm 1976 einen Ruf an die Freie Universität Berlin an, 1980 wechselte er als Nachfolger von Walter Sax an die Universität Würzburg.
1984 gründete Weber gemeinsam mit Hasso Hofmann und Edgar Michael Wenz die Vortrags- und Schriftenreihe „Würzburger Vorträge“.
Von 1989 bis zu seiner Emeritierung im Jahr 2000 war Weber Inhaber des Lehrstuhls für Straf- und Strafprozessrecht an der Universität Tübingen. Das von ihm mitverfasste Lehrbuch Strafrecht erschien 2021 bereits in 13. Auflage.

## Veröffentlichungen (Auswahl)
- mit Wolfgang Mitsch und Jörg Eisele: Strafrecht: Allgemeiner Teil. Lehrbuch. Begründet und bis zur 9. Auflage bearbeitet von Jürgen Baumann. 13., neu bearbeitete Auflage. Gieseking, Bielefeld 2021, ISBN 978-3-7694-1246-8.
- mit Gunther Arzt, Bernd Heinrich und Eric Hilgendorf: Strafrecht, Besonderer Teil. 4., neu bearbeitete Auflage. Gieseking, Bielefeld 2021, ISBN 978-3-7694-1247-5.
- mit Katharina Meyer-Renkes: Altersteilzeitverträge. RWS Verlag, Köln 2001, ISBN 978-3-8145-2629-4.
- mit Axel Hoß, Antje Burmester: Handbuch der Managerverträge. Verlag Dr. Otto Schmidt. Köln 2000, ISBN 978-3-504-42607-1.
- mit Nathalie Oberthür: Rechtsberater für Arbeitgeber: Gestaltung von Arbeitsverträgen, Ansprüche bei Urlaub und Krankheit, Abmahnung und Kündigung, Aufhebungsvereinbarungen, Altersteilzeit, Betriebsverfassung und Tarifrecht. Ueberreuter, Frankfurt am Main 2000, ISBN 978-3-7064-0480-8.
- mit Gunther Arzt: Strafrecht, Besonderer Teil. Gieseking, Bielefeld 2000, ISBN 978-3-7694-0587-3.
- mit Holger Haupt: Handbuch Opferschutz und Opferhilfe: ein praxisorientierter Leitfaden für Straftatsopfer und ihre Angehörigen. Nomos Verlag, Baden-Baden 1999, ISBN 978-3-7890-5965-0.
- Strafrechtliche Verantwortlichkeit von Bürgermeistern und leitenden Verwaltungsbeamten im Umweltrecht. Boorberg, Stuttgart 1988, ISBN 978-3-415-01378-0.
- mit Ernst-Joachim Lampe: Alternativ-Entwurf eines Strafgesetzbuches. Besonderer Teil. Straftaten gegen die Wirtschaft. Mohr, Tübingen 1977.
- Die Anwendung der Vorschriften über Rechte an Grundstücken auf die Vormerkung. Tübingen 1962.